# حوري (كاهن أكبر)
حوري كان كاهنًا أعظم للإله أنحور خلال فترة حكم رمسيس الثاني. كان ابن كاهن آمون الأكبر بارننفر الملقب وننفر وزوجته إيزيس. قد يكون هو نفسه الكاهن الأكبر لآمون الذي ورد ذكره في تمثال المشرف على العجلة الحربية المسمى كاناخت.

## العائلة
ينحدر حوري من عائلة ذات نفوذ كبير موثقة في نصب تذكاري عائلي لأخيه أمون إم إيون (متحف نابولي 1069). يسجل النصب أفرادًا من عائلة ممتدة بما في ذلك حوري، ووالده وننفر، وأجداده مين حتب ومايا.
من أعمام حوري بن نسو تاوي، الذي كان قائدًا للقوات في كوش، ومين مسي، الذي خدم ككاهن أكبر لمين وإيزيس. كان نائب الملك في كوش باسر الثاني أيضًا قريبًا له.
يذكر النصب أيضًا اثنين من إخوة حوري. قيل أن أمون إم إيون كان صديق طفولة رمسيس الثاني وأصبح لاحقًا رئيس الأعمال. قيل أن حوري هو الأخ الأكبر لأمون إم إيون. كان لأخ يدعى أمون إم إبت منصب أعظم الرائين (الكاهن الأكبر للإله رع في هليوبوليس). كما كان أمون إم إبت حاجبًا لرب الأرضين. وكان لأخ آخر يُدعى خعمواست منصب كاتب الكتب المقدسة في بيت آمون.
لدى حوري ابن يُدعى مين مسي الذي خلفه ككاهن أعظم لأنحور. إذا كان تحديد هوية حوري ككاهن أعظم لآمون صحيحًا، فقد كان له أيضًا ابن يُدعى كاناخت، الذي خدم كمشرف على العجلة الحربية.

## كاهن أعظم لأنحور
ذُكر حوري ككاهن أعظم لأنحور في نصب أخيه أمون إم إيون. على الأرجح أنه خلف والده في هذا المنصب عندما أصبح الأخير كاهن آمون الأكبر. كما ذُكر حوري ككاهن أكبر لأنحور على تماثيل ابنه مينموس الذي كان أيضًا كاهنًا أكبر لأنحور.
- تمثال الجرانيت لمين مسى (القاهرة CGC 1203). ذُكر أن مين مسي هو ابن الكاهن الأكبر لأنحور حوري وزوجته إنتي.[1]
- تمثال صغير (معرض ومتحف الفنون في برايتون). ذُكر أن مين مسي هو ابن صاحب الشرف وحاجب الإله شو وتفنوت، الكاهن الأكبر لأنحور حوري.[1]
- طاولة قرابين من الجرانيت الأسود، من مشيخ في سوهاج (القاهرة CGC 23095). مُنح مين مسي لقب حاجب الإله شو وتفنوت، وذُكر أنه ابن الكاهن الأكبر لأنحور حوري والعازفة إنتي.[1]

## كاهن أعظم لآمون
تم التعرف على وجود كاهن أعظم لآمون يُدعى حوري منذ سنوات عديدة. النظريات السابقة كانت تفترض أن حوري خدم في نهاية حكم رمسيس الثاني. وكان يُعتقد أن الكاهن الذي خدم بعد الكاهن الأكبر نب وننف هو بارننفر الملقب وننفر. الأعمال الحديثة أظهرت أن بارننفر الملقب وننفر خدم ككاهن أكبر في نهاية الأسرة الثامنة عشر بعد عمليات التنقيب الشاملة لمقبرته في طيبة خلال الفترة من 1990 إلى 1993.
تُظهر نصب ابنه - قائد العجلة الحربية كاناخت - أن الكاهن الأعظم حوري خدم خلال حكم رمسيس الثاني. من المحتمل أن حوري خدم ككاهن أعظم بين نب وننف وباسر.